# Nantoux
Nantoux [nɑ̃tu] ist eine französische Gemeinde mit 168 Einwohnern (Stand: 1. Januar 2022) im Département Côte-d’Or in der Region Bourgogne-Franche-Comté (vor 2016 Burgund). Sie gehört zum Arrondissement Beaune und zum Gemeindeverband Agglomération Beaune Côte et Sud.

## Geografie
Die Gemeinde Nantoux liegt im Süden des Départements Côte-d’Or inmitten des Berglandes Côte-d’Or, sieben Kilometer westlich von Beaune und etwa 40 Kilometer südsüdwestlich von Dijon. Das 6,58 km² umfassende Gemeindegebiet wird vom in Nord-Süd-Richtung verlaufenden Bach Ruisseau de la Combe / Ruisseau de dessous la Velle geprägt, der sich teilweise über 100 m tief in die Umgebung eingefräst hat. Der Bach fließt über die Avant-Dheune zur Dheune ab. Die steilen Hänge sind teils bewaldet, teils mit Weinreben bestockt. Während das Dorf Nantoux im Tal auf 298 m über dem Meer liegt, erheben sich die Hochplateaus auf Höhen von über 400 m Meereshöhe. Den höchsten Punkt markiert der Montforand im Norden der Gemeinde mit 466 m. Umgeben wird Nantoux von den Nachbargemeinden Bouze-lès-Beaune im Nordosten, Pommard im Osten und Südosten, Volnay im Süden, Meloisey im Westen sowie Mavilly-Mandelot im Nordwesten.

## Bevölkerungsentwicklung
| Jahr      | 1962 | 1968 | 1975 | 1982 | 1990 | 1999 | 2011 | 2021 |
| Einwohner | 130  | 125  | 134  | 157  | 155  | 180  | 172  | 167  |

Im Jahr 1831 wurde mit 306 Bewohnern die bisher höchste Einwohnerzahl ermittelt. Die Zahlen basieren auf den Daten von cassini.ehess und INSEE.

## Sehenswürdigkeiten

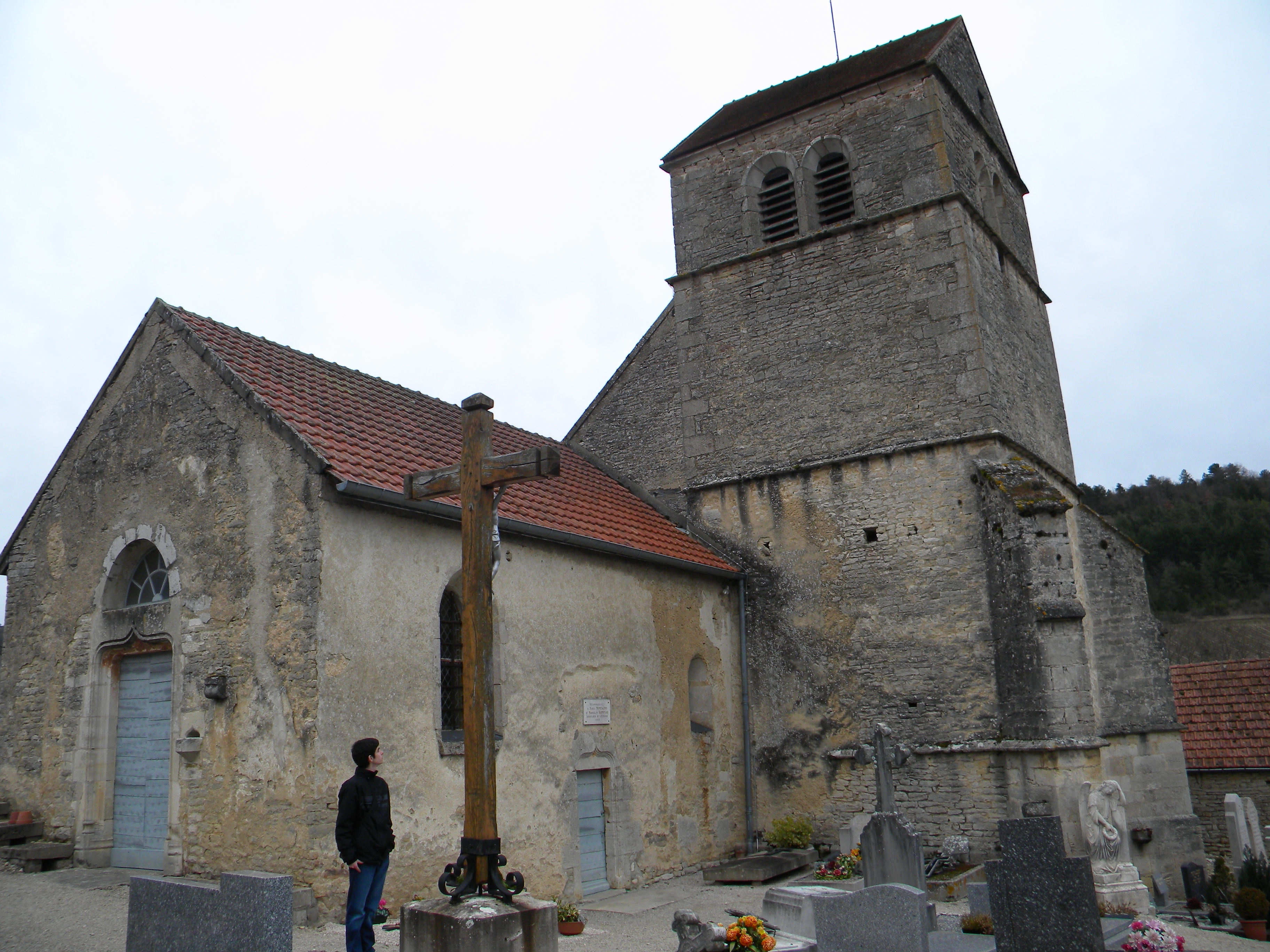
Kirche Saint-Bénigne

- Kirche Saint-Bénigne aus dem 16. Jahrhundert, Monument historique[3]
- Croix de l’Orme und weitere Flurkreuze

## Wirtschaft und Infrastruktur
In Nantoux gibt es sieben Landwirtschaftsbetriebe (Anbau von Getreide, Hülsenfrüchten und Ölsaaten, Ziegen- und Schafzucht) und elf Winzer. Die Reben sind Teil des Weinbaugebietes Burgund. Die Winzer der Gemeinde Nantoux dürfen ihre Weine als Crémant de Bourgogne, Bourgogne Aligoté, Bourgogne Passetoutgrain und Bourgogne Grand Ordinaire vermarkten.
Zwei Straßen führen von Nantoux in die sieben Kilometer entfernte Stadt Beaune, die einen überregionalen Verkehrsknoten bildet mit Anschlüssen an die Autoroute A 6, A 31 und A 36 sowie einem Bahnhof an der Bahnstrecke Paris–Marseille.

## Belege
1. ↑  Nantoux auf cassini.ehess
2. ↑  Nantoux auf INSEE
3. ↑  Eglise Saint-Benigne in der Base Mérimée des französischen Kulturministeriums (französisch)
4. ↑  Culture et production animale, chasse et services annexes sur Nantoux, Landwirtschaftsbetriebe und Winzer auf annuaire-mairie.fr